# Galaktyka Cyrkla
Galaktyka Cyrkla (również ESO 97-13, Circinus Dwarf lub Karzeł Cyrkla) – galaktyka spiralna SA(s)b, znajdująca się w gwiazdozbiorze Cyrkla w odległości 13 milionów lat świetlnych. Galaktyka Cyrkla jest położona 25 stopni na południe od centrum grupy galaktyk M83. Jednak jej odległość jest jeszcze właściwa, by można ją było uznać za galaktykę należącą do tej grupy.
Galaktyka Cyrkla jest galaktyką Seyferta typu 2. Jest to prawdopodobnie najbliższa galaktyka aktywna. Została odkryta jednak dopiero w 1975 roku (wyniki obserwacji opublikowano w 1977). Znajduje się ona zaledwie 4° pod płaszczyzną Drogi Mlecznej, zasłonięta przez obłoki gwiazd, co utrudnia jej obserwacje. Astronomowie uważają, że wygląd tej galaktyki jest wynikiem powolnego opadania materii na masywną centralną czarną dziurę. Zdjęcia wykonane kamerą podczerwoną Teleskopu Hubble’a wykazały, że gaz tej galaktyki jest skoncentrowany wokół czarnej dziury w centralnym pierścieniu o średnicy 250 lat świetlnych. Posiada ona także luźny pierścień zewnętrzny o średnicy 1300 lat świetlnych. W pierścieniu tym leżącym w płaszczyźnie galaktyki zachodzą intensywne procesy formowania gwiazd. Ponad płaszczyzną galaktyki znajduje się też obłok o kształcie stożka. Obłok ten tworzy materia, świecąca pod wpływem ogrzewania przez promieniowanie nadfioletowe pochodzące z jądra galaktyki, a wyrzucona przez pole magnetyczne czarnej dziury.
W Galaktyce Cyrkla zaobserwowano supernową SN 1996cr.